# Catinella arenaria
Catinella arenaria е вид коремоного от семейство Succineidae.

## Разпространение
Видът е разпространен в Белгия, Великобритания, Германия, Ирландия, Нидерландия, Норвегия, Полша, Словакия, Франция, Швейцария и Швеция.